# Триметоприм
 Триметопри́м — синтетичний антибіотик, що є похідним діамінопірімідину, який застосовується перорально та парентерально. Триметоприм застосовується у клінічній практиці з 1962 року, і вперше він почав застосовуватися у Фінляндії для профілактики захворювань сечових шляхів.

## Фармакологічні властивості
Триметоприм — синтетичний антибактеріальний препарат, що по хімічній будові є похідним діамінопірімідину, що застосовується перорально та парентерально. Триметоприм має бактеріостатичну дію. За механізмом дії препарат належить до інгібіторів дигідрофолатредуктази. Триметоприм інгібує метаболізм бактерій та найпростіших, порушуючи синтез фолієвої кислоти шляхом блокування ферменту дифолатредуктази. До препарату чутливими є наступні збудники: стафілококи, стрептококи, клебсієли, Escherichia coli, сальмонели, нейсерії, Proteus spp., лістерії, Enterobacter spp., Bacillus spp., Citrobacter spp., Serratia spp., Haemophilus spp., Morganella morganii, Nocardia spp., а також деякі найпростіші — токсоплазми, пневмоцисти. Нечутливими до препарату є Enterococcus spp., Pseudomonas spp. та більшість анаеробних бактерій.

### Фармакодинаміка
Триметоприм швидко всмоктується з шлунково-кишкового тракту, максимальна концентрація в крові препарату досягається протягом 1—2 годин. Біодоступність триметоприму при пероральному застосуванні становить 90—100 %, при внутрішньовенному застосуванні становить 100 %. Препарат добре зв'язується з білками плазми (на 45 %). Препарат створює високі концентрації у більшості тканин та рідин організму, особливо в печінці, нирках та рідинах організму. Триметоприм добре проходить через гематоенцефалічний бар'єр. Препарат проходить через плацентарний бар'єр та виділяється в грудне молоко. Триметоприм частково метаболізується в печінці з утворенням активних метаболітів. Період напіввиведення препарату складає 9-13 годин. Виводиться триметоприм з організму переважно нирками в незміненому вигляді, частково нирками у вигляді активних метаболітів, частково з калом та жовчю. При нирковій недостатності період напіввиведення препарату може зростати до 50 годин, у новонароджених цей час складає 19 годин.

## Показання до застосування
Триметоприм як самостійний препарат застосовують для лікування інфекцій сечовидільних шляхів. У комбінації з сульфаметоксазолом або іншими сульфаніламідними препаратами триметоприм застосовують для лікування при гострому отиті, пневмоцистній пневмонії, токсоплазмозі, нокардіозі, діареї мандрівників. Препарат може застосовуватися у комбінації з дапсоном для лікування пневмоцистної пневмонії.

## Побічна дія
При застосуванні триметоприму самостійно побічні ефекти препарату є не дуже частими. Спостерігають частіше такі: висипання на шкірі, синдром Стівенса-Джонсона, діарея, нудоту, блювання, погіршення апетиту, біль у животі, нефропатію, головний біль, асептичний менінгіт, метгемоглобінемія, агранулоцитоз, лейкопенія, тромбоцитопенія, анемія. При застосуванні триметоприму сумісно з сульфаметоксазолом або іншими сульфаніламідами побічні явища спостерігають значно частіше, можливо виникнення наступних побічних ефектів:
- Алергічні реакції — часто (1—10 %) висипання на шкірі; дуже рідко (менше 0,01 %) кропив'янка, гіперемія шкіри, бронхоспазм, набряк язика та верхньої губи, вовчакоподібний синдром, гарячка, фотодерматоз, синдром Стівенса-Джонсона, синдром Лаєлла, анафілактичний шок, набряк Квінке, сироваткова хвороба.
- З боку травної системи — часто (1—10 %) нудота, діарея, кандидоз ротової порожнини; нечасто (0,1—1 %) блювання; дуже рідко (менше 0,01 %) панкреатит, спрага, сухість у роті, біль у животі, гепатит, жовтяниця, розвиток печінкової енцефалопатії, псевдомембранозний коліт.
- З боку нервової системи — часто (1—10 %) головний біль; дуже рідко (менше 0,01 %) запаморочення, асептичний менінгіт, атаксія, безсоння, депресія, психоз, периферична або оптична нейропатія, увеїт.
- З боку серцево-судинної системи — дуже рідко (менше 0,01 %) алергічний міокардит.
- З боку дихальної системи — задишка, кашель, еозинофільні інфільтрати в легенях.
- З боку опорно-рухового апарату — дуже рідко (менше 0,01 %) вузликовий періартеріїт, артралгії, міалгії, рабдоміоліз.
- З боку сечовидільної системи — дуже рідко (менше 0,01 %) нефротоксичний синдром, інтерстиціальний нефрит, тубулярний некроз, ниркова недостатність.
- З боку ендокринної системи — дуже рідко (менше 0,01 %) гіпоглікемія.
- Зміни в лабораторних аналізах — дуже часто (більше 10 %) гіперкаліємія; дуже рідко (менше 0,01 %) еозинофілія, лейкопенія, нейтропенія, тромбоцитопенія, гемолітична анемія, панцитопенія, мегалобластна анемія, агранулоцитоз, гіпопротромбінемія, підвищення рівня білірубіну, підвищення активності амінотрансфераз в крові, гіпоглікемія, гіпонатріємія.

У хворих на СНІД частота побічних реакцій, особливо гарячки, висипань на шкірі, лейкопенії і збільшення активності амінотрансфераз, значно підвищується.

## Протипоказання
Триметоприм протипоказаний при підвищеній чутливості до препарату, мегалобластній анемії, дітям раннього віку, при тяжкій печінковій та нирковій недостатності, вагітності та годуванні грудьми, дефіциті глюкозо-6-фосфатдегідрогенази.

## Форми випуску
Триметоприм випускається у вигляді таблеток по 0,1 г. У комбінації з сульфаметоксазолом або іншими сульфаніламідами випускається у співвідношенні 5 частин сульфаметоксазолу та 1 частина триметоприму. у вигляді ампул по 5 мл. (400/80 мг); таблеток по 100/20, 200/40, 400/80 та 800/160; та сиропу для застосування всередину по 0,24 мг/5 мл.

## Застосування у ветеринарії
Триметоприм застосовується у ветеринарній практиці для лікування телят, ягнят, козенят, свиней та свійської птиці (курей-бройлерів) при захворюваннях травної системи та сечовивідних шляхів (у поєднанні з сульфадіазином); для лікування інфекцій сечовивідних шляхів або з профілактичною метою самостійно та для лікування інфекцій дихальної системи, травної системи, сечостатевої системи, маститу, септицемії, післяродових інфекцій, інфекцій вушних раковин, очей та ротових ран у великої рогатої худоби, коней та собак (у поєнанні з сульфадіазином); для лікування шлунково-кишкових інфекцій у телят, кіз, свиней, овець, свійської птиці у поєднанні з колістином.